# Dover (Massachusetts)
Dover é uma vila localizada no condado de Norfolk no estado estadounidense de Massachusetts. No Censo de 2010 tinha uma população de 5.589 habitantes e uma densidade populacional de 139,82 pessoas por km².

## Geografia
Dover encontra-se localizado nas coordenadas 42° 14′ 07″ N, 71° 17′ 17″ O. Segundo o Departamento do Censo dos Estados Unidos, Dover tem uma superfície total de 39.97 km², da qual 39.16 km² correspondem a terra firme e (2.04%) 0.82 km² é água.

## Demografia
Segundo o censo de 2010, tinha 5.589 pessoas residindo em Dover. A densidade populacional era de 139,82 hab./km². Dos 5.589 habitantes, Dover estava composto pelo 92.29% brancos, o 0.66% eram afroamericanos, o 0.13% eram amerindios, o 5.15% eram asiáticos, o 0.07% eram insulares do Pacífico, o 0.32% eram de outras raças e o 1.38% pertenciam a duas ou mais raças. Do total da população o 1.49% eram hispanos ou latinos de qualquer raça.